# Turritella orthosymmetrica
Turritella orthosymmetrica är en snäckart som beskrevs av S. S. Berry 1953. Turritella orthosymmetrica ingår i släktet Turritella och familjen tornsnäckor. Inga underarter finns listade i Catalogue of Life.